# (1067) Lunaria
(1067) Lunaria es un asteroide perteneciente al cinturón de asteroides descubierto por Karl Wilhelm Reinmuth desde el observatorio de Heidelberg-Königstuhl, Alemania, el 9 de septiembre de 1926.

## Designación y nombre
Lunaria se designó inicialmente como 1926 RG.
Posteriormente fue nombrado por las lunarias, unas plantas de la familia de las brasicáceas.

## Características orbitales
Lunaria orbita a una distancia media de 2,872 ua del Sol, pudiendo acercarse hasta 2,33 ua y alejarse hasta 3,414 ua. Su excentricidad es 0,1886 y la inclinación orbital 10,56°. Emplea 1778 días en completar una órbita alrededor del Sol.